# ولاية كورور
ولاية كورور هي الولاية التي تضم المركز التجاري الرئيسي لجمهورية بالاو. تتكون من عدة جزر، أبرزها جزيرة كورور (جزيرة أوريور أيضًا).

## التاريخ
كانت أول مشاهدة لكورور وبابلداوب وبيليليو التي سجلها الغربيون من قبل البعثة الإسبانية لروي لوبيز دي فيلالوبوس في نهاية يناير 1543. تم رسمها بعد ذلك باسم لوس أريسيفيس (الشعاب المرجانية باللغة الإسبانية). في نوفمبر وديسمبر 1710، تمت زيارة واستكشاف هذه الجزر الثلاث مرة أخرى من قبل بعثة تبشيرية إسبانية بقيادة عمدة سارجينتو فرانسيسكو باديلا على متن باتاش سانتيسيما ترينيداد.
بعد ذلك بعامين تم استكشافها بالتفصيل من قبل بعثة ضابط البحرية الإسبانية برناردو دي إيغوي. في عام 1919 أصبحت عاصمة ولاية البحار الجنوبية. في 7 أكتوبر 2006، تم استبدال نيجيريولمد بكورور كعاصمة لها.

## الجغرافية
ولاية كورور (عدد السكان 11444 نسمة اعتبارًا من 2015) تحتوي على حوالي 65% من سكان البلاد. تقع هنا العاصمة السابقة وأكبر مدينة في البلاد، وتسمى أيضًا كورور أو مدينة كورور. يبلغ عدد سكان المدينة 11200 نسمة وتقع في 
إلى جانب العاصمة السابقة كورور سيتي ومدينة ميونس، هناك ما مجموعه 11 قرية صغيرة في ولاية كورور:
- دنجيرونجر
- فعلت
- إيكيلاو
- إيبوكيل
- ميدالية
- ميكيتي
- نجاركيسوال
- قورباجت (عاصمة)
- نجركيبسانغ
- نجركيبسانغ
- نجيرميد

كانت كورور سابقًا عاصمة انتداب البحار الجنوبية، وهي منطقة خاضعة لانتداب عصبة الأمم وتديرها إمبراطورية اليابان.

### التركيبة السكانية
في عام 2015، من بين 17661 شخصًا يعيشون في بالاو، كان 65% أو 11444 يعيشون في كورور.

## التعليم
المدارس في كورور التي تديرها وزارة التربية والتعليم تشمل:
- مدرسة بالاو الثانوية
- مدرسة كورور الابتدائية - افتتحت عام 1945 بعد الحرب العالمية الثانية. تم افتتاح المبنى الحالي في عام 1969 حيث دمر إعصار سالي المبنى السابق.[11]
- مدرسة جورج بي هاريس الابتدائية في كورور الشرقية - سميت على اسم عضو في فريق تسجيل الأراضي في بالاو، وقد تم بناؤها في عام 1964 للتخفيف عن مدرسة كورور الابتدائية.[12]
- مدرسة ميونس الابتدائية في ميونس - تم بناؤها حوالي عام 1969 وتوسعت في عام 1973. تم تأسيسها منذ أن دمر إعصار سالي مدرسة كورور الابتدائية، حيث كان طلاب ميونس يحضرون سابقًا. لم يكن إقليم الوصاية التابع لإدارة جزر المحيط الهادئ مهتمًا في السابق ببناء مدرسة في ميليونس.[13]

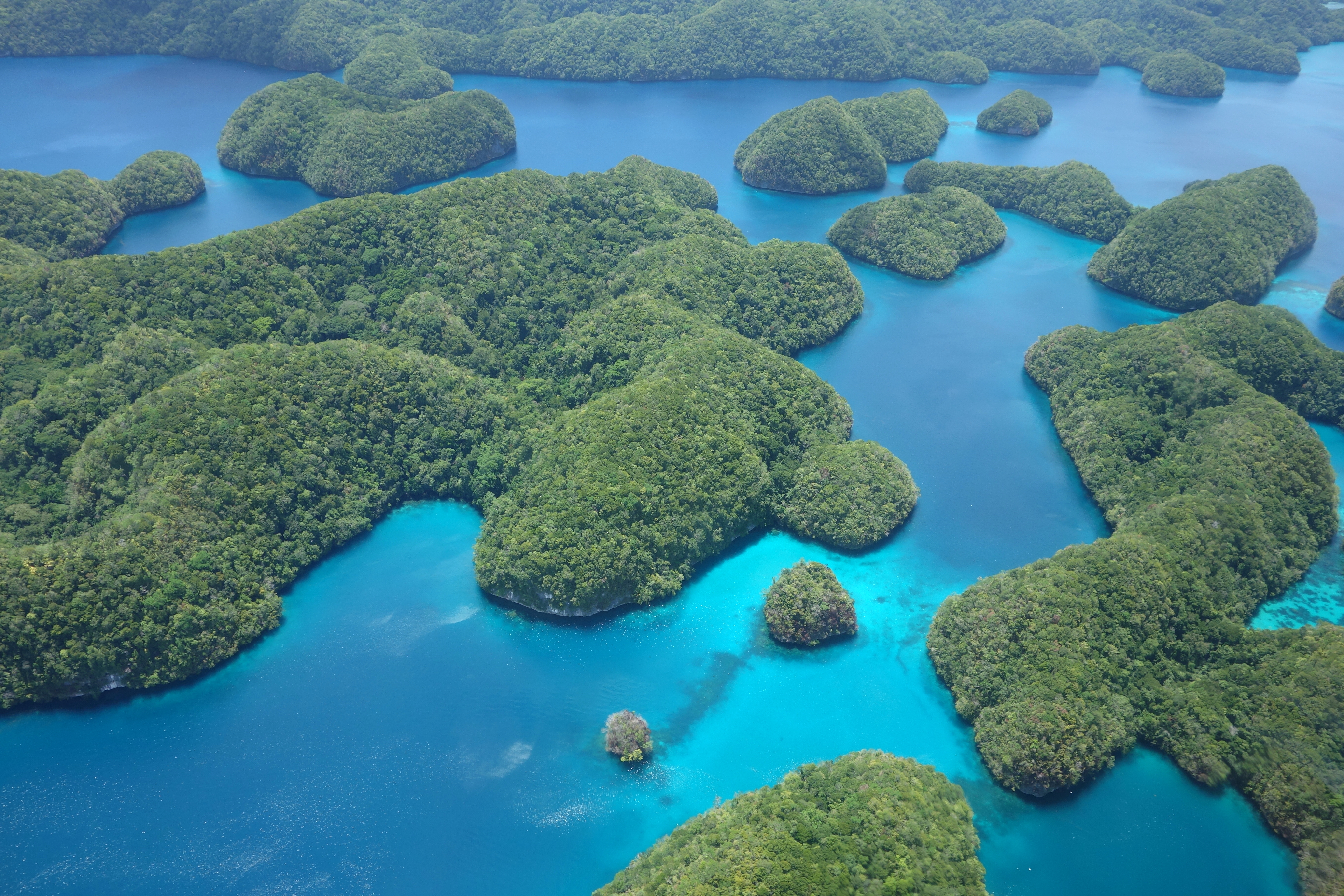
جزر روك، ولاية كورور

## الاقتصاد
يقع المقر الرئيسي لشركة طيران بالاو.

### السياحة
يأتي جزء كبير من اقتصاد بالاو من السياحة. تقع جزر بالاو الصخرية في الولاية. تقع محلات ومرافق غوص السكوبا في جميع أنحاء كورور. تتوفر أماكن الإقامة مثل الفنادق والحانات والمطاعم والمقاهي والمنتجعات. دولفين باسيفيك، أكبر مرفق لأبحاث الدلافين في العالم، مفتوح للسياح المهتمين بالسباحة والتفاعل مع الدلافين المدربة. يقيم معظم السياح إلى بالاو في كورور، وهي مركز خدمات المنتجع ووسائل الراحة الحديثة في بالاو. كورور لديها أعمال تجارية تلبي احتياجات المتحدثين بالعديد من اللغات.
بحلول عام 2001، أصبح سجن كورور المرفق الإصلاحي الوحيد في بالاو، وجهة سياحية بفضل النزلاء الذين قاموا بإنشاء وبيع لوحات قصص خشبية متقنة في منشأة بيع بالتجزئة تقع في أراضي السجن.
يتألف السجن من ثلاثة مبان، ومحاط بسياج من الأسلاك بطول ثمانية أقدام وجدار خرساني يبلغ ارتفاعه ثمانية أقدام.

## النظام السياسي
لولاية كورور رئيس تنفيذي منتخب، حاكم. للولاية أيضًا مجلس تشريعي يُنتخب كل أربع سنوات. ينتخب سكان الولاية أحد أعضاء مجلس المندوبين في بالاو.

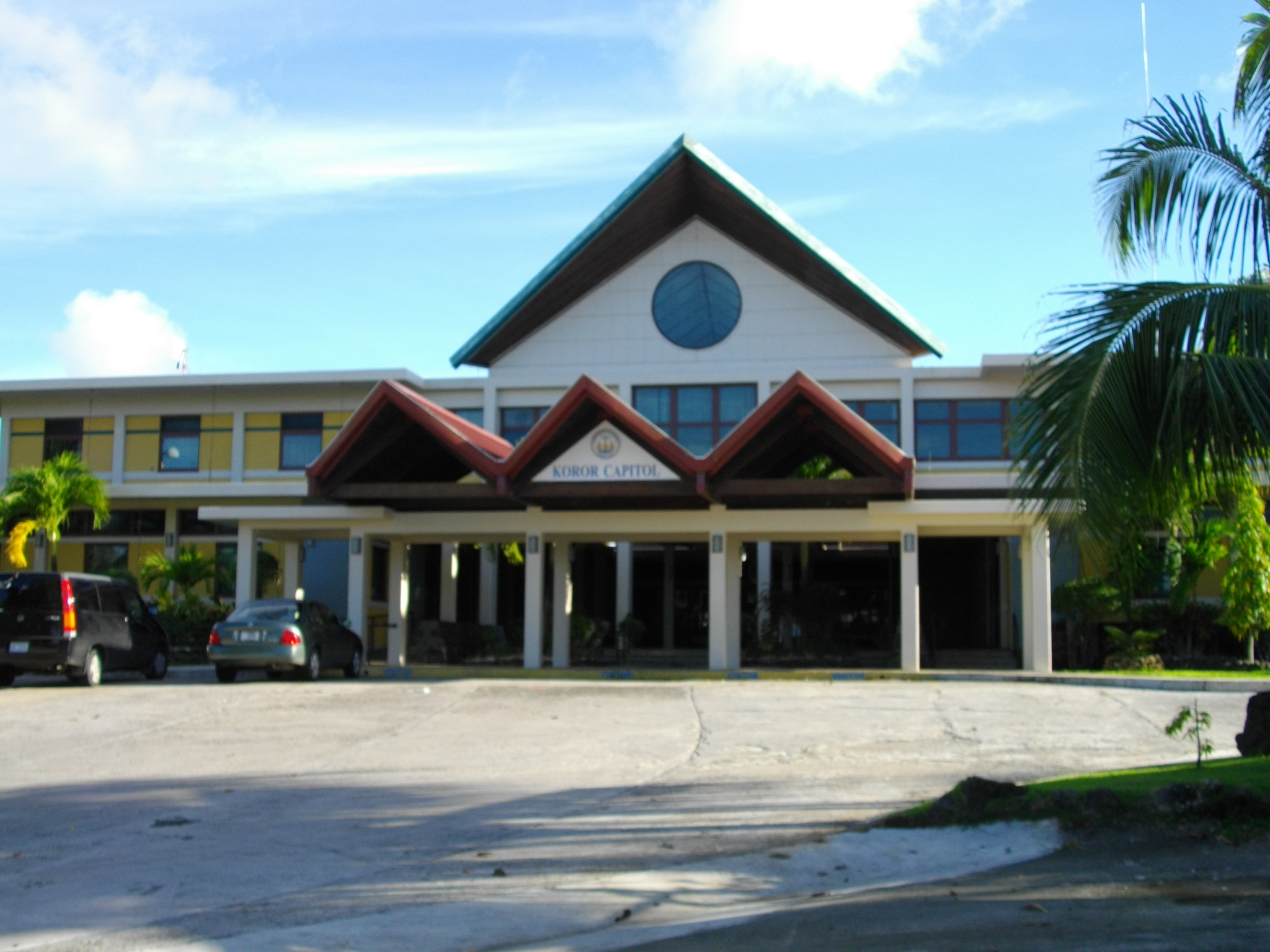
مبنى حكومة ولاية كورور

## المواصلات
ترتبط جزيرة كورور بثلاث جزر متجاورة عن طريق الجسور:
- جزيرة نجريكيبسانغ، موقع ميونس، ثاني أكبر مدينة في بالاو، في الجزء الشرقي من الجزيرة، ويبلغ عدد سكانها 1200 نسمة.
- جزيرة ملكال موقع ميناء كورور.
- ترتبط جزيرة كورور أيضًا بجسر كورور بابلداوب بولاية أيراي في جزيرة بابلدوب، حيث يقع مطار بالاو الدولي.

## المناخ
تتميز كورور بمناخ الغابات الاستوائية المطيرة تحت تصنيف كوبن للمناخ. تشهد المدينة كمية غير عادية من الأمطار سنويًا، بمتوسط حوالي 3,750 مليمتر (148 بوصة) من هطول الأمطار سنويًا. كما هو الحال مع العديد من المناطق ذات هذا النوع من المناخ، تظل درجات الحرارة ثابتة نسبيًا على مدار العام، بمتوسط يبلغ حوالي 27 °م (81 °ف).
| البيانات المناخية لـالبيانات المناخية لكورور       | البيانات المناخية لـالبيانات المناخية لكورور | البيانات المناخية لـالبيانات المناخية لكورور | البيانات المناخية لـالبيانات المناخية لكورور | البيانات المناخية لـالبيانات المناخية لكورور | البيانات المناخية لـالبيانات المناخية لكورور | البيانات المناخية لـالبيانات المناخية لكورور | البيانات المناخية لـالبيانات المناخية لكورور | البيانات المناخية لـالبيانات المناخية لكورور | البيانات المناخية لـالبيانات المناخية لكورور | البيانات المناخية لـالبيانات المناخية لكورور | البيانات المناخية لـالبيانات المناخية لكورور | البيانات المناخية لـالبيانات المناخية لكورور | البيانات المناخية لـالبيانات المناخية لكورور |
| الشهر                                              | يناير                                        | فبراير                                       | مارس                                         | أبريل                                        | مايو                                         | يونيو                                        | يوليو                                        | أغسطس                                        | سبتمبر                                       | أكتوبر                                       | نوفمبر                                       | ديسمبر                                       | المعدل السنوي                                |
| -------------------------------------------------- | -------------------------------------------- | -------------------------------------------- | -------------------------------------------- | -------------------------------------------- | -------------------------------------------- | -------------------------------------------- | -------------------------------------------- | -------------------------------------------- | -------------------------------------------- | -------------------------------------------- | -------------------------------------------- | -------------------------------------------- | -------------------------------------------- |
| الدرجة القصوى °ف (°م)                              | 93 (34)                                      | 93 (34)                                      | 94 (34)                                      | 94 (34)                                      | 94 (34)                                      | 95 (35)                                      | 93 (34)                                      | 94 (34)                                      | 92 (33)                                      | 93 (34)                                      | 93 (34)                                      | 94 (34)                                      | 95 (35)                                      |
| متوسط درجة الحرارة الكبرى °ف (°م)                  | 86.5 (30.3)                                  | 86.4 (30.2)                                  | 87.1 (30.6)                                  | 87.8 (31.0)                                  | 87.7 (30.9)                                  | 86.8 (30.4)                                  | 86.1 (30.1)                                  | 86.0 (30.0)                                  | 86.5 (30.3)                                  | 87.0 (30.6)                                  | 87.8 (31.0)                                  | 87.2 (30.7)                                  | 86.9 (30.5)                                  |
| متوسط درجة الحرارة الصغرى °ف (°م)                  | 76.3 (24.6)                                  | 76.1 (24.5)                                  | 76.3 (24.6)                                  | 76.9 (24.9)                                  | 77.0 (25.0)                                  | 76.4 (24.7)                                  | 76.4 (24.7)                                  | 77.0 (25.0)                                  | 77.0 (25.0)                                  | 77.1 (25.1)                                  | 77.0 (25.0)                                  | 76.7 (24.8)                                  | 76.7 (24.8)                                  |
| أدنى درجة حرارة °ف (°م)                            | 69 (21)                                      | 71 (22)                                      | 69 (21)                                      | 69 (21)                                      | 71 (22)                                      | 71 (22)                                      | 70 (21)                                      | 70 (21)                                      | 70 (21)                                      | 71 (22)                                      | 70 (21)                                      | 71 (22)                                      | 69 (21)                                      |
| الهطول إنش (مم)                                    | 11.09 (282)                                  | 9.54 (242)                                   | 8.27 (210)                                   | 8.19 (208)                                   | 12.52 (318)                                  | 18.01 (457)                                  | 18.12 (460)                                  | 13.92 (354)                                  | 12.09 (307)                                  | 12.06 (306)                                  | 11.90 (302)                                  | 11.93 (303)                                  | 147.64 (3٬750)                               |
| متوسط أيام هطول الأمطار (≥ 0.25 mm)                | 23.2                                         | 19.6                                         | 20.0                                         | 18.7                                         | 23.3                                         | 25.1                                         | 24.1                                         | 20.4                                         | 19.9                                         | 21.6                                         | 22.9                                         | 24.6                                         | 263.4                                        |
| متوسط الرطوبة النسبية (%)                          | 84.3                                         | 83.7                                         | 83.8                                         | 83.3                                         | 85.4                                         | 86.2                                         | 85.3                                         | 84.9                                         | 83.7                                         | 84.8                                         | 85.1                                         | 85.0                                         | 84.6                                         |
| ساعات سطوع الشمس الشهرية                           | 199.8                                        | 194.5                                        | 244.0                                        | 234.2                                        | 212.3                                        | 168.9                                        | 186.9                                        | 176.8                                        | 197.2                                        | 179.5                                        | 183.3                                        | 183.1                                        | 2٬360٫5                                      |
| نسبة وصول أشعة الشمس                               | 55                                           | 58                                           | 65                                           | 63                                           | 55                                           | 45                                           | 48                                           | 46                                           | 54                                           | 48                                           | 52                                           | 50                                           | 53                                           |
| المصدر: NOAA (relative humidity and sun 1961−1990) |                                              |                                              |                                              |                                              |                                              |                                              |                                              |                                              |                                              |                                              |                                              |                                              |                                              |

## أعلام بارزون
- الأمير لي بو (1764-1784).
- روبي جوي جابرييل، عداءة سريعة.

## روابط خارجية
- حكومة ولاية كورور
- ولاية كورور - PalauGov.pw